# 서산축구경기장
서산축구경기장은 평양직할시에 위치한 조선민주주의인민공화국의 축구전용경기장이다. 제13차 세계청년학생축전을 앞두고 조선인민군에 의해 건설되었다.